# Sfânta Walpurga
Sfânta Walpurga (n. 710 d.Hr., Crediton, Devon, Regatul Angliei – d. 25 februarie 779 d.Hr., Heidenheim, Bayerischer Reichskreis⁠(d), Imperiul Franc) a fost o călugăriță benedictină din evul mediu, stareță a mănăstirii benedictine din Heidenheim, Franconia (în prezent biserică evanghelică luterană).
Până la reforma protestantă Biserica fortificată din Cisnădie a avut hramul Sfintei Walpurga.

## Sărbători
Sfânta Walpurga este sărbătorită în spațiul catolic de limbă germană în data de 25 februarie. În Dieceza de Eichstätt este sărbătorită și pe 12 octombrie, numele sărbătorii fiind „aducerea moaștelor sfintei Walpurga”.
În Evul Mediu era sărbătorită și ziua declarării ca sfântă, adică ziua de 1 mai. De aceea noaptea din 30 aprilie spre 1 mai a fost denumită „Noaptea Valpurgiei”.

## Alte menționări
Asteroidul 256 Walpurga îi poartă numele. Biserica Sfânta Walburga din Bruges⁠(en)[traduceți] este un monument de arhitectură barocă din Flandra de Vest.